# Alcea nudiflora
Alcea nudiflora är en malvaväxtart som först beskrevs av John Lindley, och fick sitt nu gällande namn av Pierre Edmond Boissier. Alcea nudiflora ingår i släktet stockrosor, och familjen malvaväxter. Inga underarter finns listade i Catalogue of Life.